# Frédéric Joignot
Frédéric Joignot est un  journaliste, essayiste et romancier français.

## Biographie
Dans sa jeunesse, Frédéric Joignot milite dans les CAL (comités d'action lycéens nés en 1968), chez les libertaires de Tout ! (« Ce que nous voulons : Tout »), puis au sein de la Gauche prolétarienne entre 1970 et 1973, où il dirige le « Front de la jeunesse »,  
À l'âge de vingt ans, alors étudiant en philosophie, il participe aux premiers numéros du quotidien Libération. De 1974 à 1980, il est le rédacteur en chef des pages culture de ce quotidien, sous le pseudonyme de « Rackam » : dans ces pages sont notamment lancés le groupe de graphistes « Bazooka », des manifestes pour la dépénalisation du cannabis (l'Appel du 18 joint) ou le « Vrai Art nouveau » (appel à des récits de vie parallèle : perruque, occupations de logements, grève festive, détournement, etc.) 
En 1980, il rejoint Jean-François Bizot au magazine mensuel Actuel. Il y est reporter durant sept ans puis rédacteur en chef de 1988 à 1994. En 1986, il participe à la création du magazine de reportages en bande dessinée Zoulou, avec les dessinateurs Vuillemin, Frank Margerin, Jano.
De 1995 à 1997, il collabore au mensuel parisien Nova Magazine, puis à DS « le premier féminin de société » et à Psychologie Magazine. Il dirige en même temps la revue de mœurs et de littérature Sans Nom et rejoint le magazine d'écriture en images Colors, lancé par le photographe Oliviero Toscani. En 1999, il crée avec l'agence de communication FCB une lettre d'idées et d'éthique à destination des dirigeants d'entreprise, Brain Factory.  
En 2000, il contribue à créer le supplément mensuel du quotidien Le Monde, « Le Monde 2 », puis sa formule hebdomadaire - et devient journaliste au Monde en 2002. Parallèlement, en 2004, il participe au lancement du magazine culturel Blast, puis aux débuts du mensuel Philosophie Magazine en 2006. En 2008, il lance avec la romancière Isabelle Sorente la revue Ravages. En janvier 2012, il lance deux blogs sur le site du journal Le Monde.

## Publications

### Romans
- Paris ecstasy (J.C. Lattès, 1986)
- Avatars (Flammarion, 2003)
- Maladie d'amour  (Nova Éditions, 2013)
- VITE ! Déambulation d’un lycéen en Mai 68 (Récit, Tohu-Bohu, 2018)
- Zoographie (Maurice Nadeau, 2024)

### Essais
- Vrai art nouveau : Volez ce livre ! (récits de la vie illégale, Le Terrain vague, 1978)
- La merde parfumée (avec Oliviero Toscani, Hoëbeke, 1994)
- Gang Bang, enquête sur la pornographie violente (Seuil, Essai, collection « Non conforme », 2007)
- L'Art de la ruse. Vivre en paix avec les autres (Essai, Tohu Bohu, 2017)
- Ah ! Le joli mois de mai 68 (GM Éditions, 2018)

### Scénarios
- Paris Zombie (fantastique, avec Francis Leroi)
- Trois filles de leur mère (érotique, avec Francis Leroi)
- Hanuman (coauteur, tourné par la Gaumont, réalisé par Frédéric Fougea),

### Autres
- La folie à deux. Comédie thérapeutique (pièce de théâtre)
- Le téléspectateur pirate, Canal +, (film court)